# Wegedoornluis
De wegedoornluis of Vuilboomluis (Aphis nasturtii) is een halfvleugelig insect uit de bladluizenfamilie van de Aphididae. De wetenschappelijke naam van de soort werd voor het eerst geldig gepubliceerd door Johann Heinrich Kaltenbach in 1843. Kaltenbach schreef dat de soort in juli in "zeer dichte horden" kon aangetroffen worden op de stengels en bladstengels van waterkers (Rorippa sylvestris of akkerkers en Rorippa amphibia of gele waterkers).
Het is een kosmopolitische soort. Ze leeft op diverse plantensoorten, onder meer ook op vuilboom (de primaire waardplant) en teeltgewassen, voornamelijk aardappel. Ze kan daarbij fungeren als vector van plantenvirussen als het Potato Leaf Roll Virus dat bladrolziekte bij aardappelen veroorzaakt.